# (10308) 1990 QC3
(10308) 1990 QC3 es un asteroide perteneciente al cinturón de asteroides, región del sistema solar que se encuentra entre las órbitas de Marte y Júpiter.
Fue descubierto el 28 de agosto de 1990 por Henry E. Holt desde el observatorio Palomar.

## Designación y nombre
Designado provisionalmente como 1990 QC3.

## Características orbitales
1990 QC3 está situado a una distancia media del Sol de 2,299 ua, pudiendo alejarse hasta 2,733 ua y acercarse hasta 1,865 ua. Su excentricidad es 0,189 y la inclinación orbital 3,474 grados. Emplea 1273,43 días en completar una órbita alrededor del Sol.

## Características físicas
La magnitud absoluta de 1990 QC3 es 15,25. Tiene 3,029 km de diámetro y su albedo se estima en 0,211.